# Csehszlovákia német megszállása
Csehszlovákia német megszállása (1938–1945) Csehszlovákia náci annektálásával kezdődött az északi és nyugati határterületen, a Szudétavidékkel együtt, a müncheni egyezményben meghatározott feltételek szerint.

## Története
Adolf Hitler az ezeken a területeken élő német nemzetiségű lakosság fenyegetésével indokolta a megszállást. Csehszlovákia korábban új határerődítményeket épített ki itt, számítva a német irredentizmus támadására.
Az osztrák anschluss után 1938 márciusában Csehszlovákia meghódítása lett Hitler következő hadjárata. A nemzetiszocialista Németország részévé vált Szudétavidék megszállásával Csehszlovákia többi része gyenge és tehetetlen maradt a későbbi megszállással szemben.
1939. március 16-án a német Wehrmacht elfoglalta Csehszlovákia többi részét, a prágai várban pedig Hitler az újonnan meghódított területet Cseh–Morva Protektorátusnak nyilvánította.
A függetlenséget elnyert Szlovákiától eltérően, a cseh tartományokat elcsatolták, és közigazgatásilag felosztották: Csehország peremvidéki, szudétanémetek lakta részeit közvetlen német igazgatás alá helyezték, míg a csehek által lakott központi részeket állami protektorátussá alakították. A tengelyhatalmak második világháborús veresége után a protektorátus megszűnt, és területe a visszaállított Csehszlovákiához került.

## Fordítás
- Ez a szócikk részben vagy egészben  a   Njemačka okupacija Čehoslovačke című horvát Wikipédia-szócikk ezen változatának fordításán alapul.  Az eredeti cikk szerkesztőit annak laptörténete sorolja fel. Ez a jelzés csupán a megfogalmazás eredetét és a szerzői jogokat jelzi, nem szolgál a cikkben szereplő információk forrásmegjelöléseként.